# 富山市立奥田小学校
富山市立奥田小学校 （とやましりつ おくだしょうがっこう）は、富山県富山市奥田双葉町にある公立小学校。

## 概要
富山駅北方面一帯に広がる奥田地区を学区とする小学校であり、かつては現富山市立奥田北小学校地域も学区としていた。

## 歴史
- 1873年（明治6年）8月 - 上新川郡奥田村荘厳寺内に奥田小として開校[2]。
- 1879年（明治12年）1月 - 日盛小学校と改称[2]。
- 1886年（明治19年）11月 - 元冨山薬業専門学校正面南側に新築移転[2]。
- 1910年（明治43年）6月 - 現在地に新築移転。この時点での児童数は264名[2]。
- 1924年（大正13年） - 制度改変に伴い奥田尋常高等小学校となる。
- 1935年（昭和10年）4月 - 学区の富山市編入に伴い富山市立奥田尋常高等小学校となる[2]。
- 1941年（昭和16年）4月 - 奥田国民学校と改称[2]。
- 1945年（昭和20年）
  - 8月 - 富山大空襲により校舎焼失[2]。
  - 9月 - 興国人絹パルプ富山工場、日曹製鋼寮舎にて授業再開[2]。
- 1947年（昭和22年） - 奥田小学校と改称。
- 1953年（昭和28年）
  - 9月 - 運動場完成[2]。
  - 12月 - 講堂完成[2]。
- 1956年（昭和31年）7月12日 - 児童が給食が原因で集団赤痢が発生。原因は同年7月9日と7月10日の両日に全児童の半数毎にもつ焼き給食としたのであるが、これを納入した業者より赤痢菌が発見たことが原因であった。同年7月21日までに患者は計260名にのぼり、同年7月14日から8月2日にかけて校舎の一部を臨時隔離病舎とし、患者児童等を収容して治療が行われた。患者は同年8月2日までに全員退院した[3]。
- 1959年（昭和34年）8月 - プール竣工[2]。
- 1966年（昭和41年）12月 - 鉄筋校舎起工式[2]。
- 1969年（昭和44年）4月1日 - 奥田北小学校開校に伴い北部の中島地区などを学区より分離[4]
- 1972年（昭和47年）5月 - 北館一部および給食室が完成[2]。
- 1974年（昭和49年）9月 - 北館完成[2]。
- 1976年（昭和51年）11月 - 管理棟竣工[2]。
- 1977年（昭和52年）4月 - 言語治療学級設置[2]。
- 1990年（平成2年） - 体育館竣工。
- 2018年（平成30年）6月26日 - 富山市奥田交番襲撃事件が発生し、警察官から奪われた銃弾が校舎に撃ち込まれるとともに、校舎の工事現場を警備していた警備員が殺害された。

## 通学区域と進学先中学校
出典

### 通学区域
- 赤江町
- 曙町
- 牛島新町
- 永楽町
- 奥井町
- 奥田寿町
- 奥田新町
- 奥田双葉町
- 奥田本町
- 奥田町
- 窪新町
- 窪本町
- 下奥井1丁目
- 下奥井2丁目
- 下新町
- 城北町
- 久方町
- 湊入船町（1番～13番）
- 四ツ葉町

### 進学先中学校
- 富山市立奥田中学校

## 周辺
- 富山県道30号富山港線
- 美土里ネット富山富山県土地改良事業団体連合会広田用水土地改良区
- 富山県警富山中央警察署奥田交番
- 富山地方鉄道富山港線
- 社会福祉法人奥田福祉会幼保連携型認定こども園奥田保育園 - 進学前保育園のひとつ
- このほか、長井皮膚科医院などの医療機関や荘厳寺などの寺院、及び奥田町公園などの公園も点在。
- また、校区内には、富山エフエム放送とチューリップテレビ（共に奥田本町）がある（直線距離で北へ約440m）。

## アクセス
- 富山地方鉄道富山港線
  - 下奥井駅より、校地北側の門まで、
    - 富山駅方面のりばから、徒歩約600m・約9分。
    - 岩瀬浜駅行のりばから、徒歩約615m・約9分。

  - 龍谷富山高校前（永楽町）停留場からも行けるが、若干距離が延びる。
- なお、地図マピオンには、県道30号線上に「奥田小学校前」バス停の表示があるが、該当バス停を通るバス路線は廃止されている。

## 関連文献
- 奥田郷土史編集委員会編『奥田郷土史』 第二章第一節 二 奥田小学校の発展（p. 175 - ）奥田郷土史刊行委員会、1996年